# Rugby sevens nos Jogos Olímpicos de Verão da Juventude de 2018
As competições de rugby sevens nos Jogos Olímpicos de Verão da Juventude de 2018 ocorreram entre 13 e 15 de outubro em um total de dois eventos. As competições aconteceram no Club Atlético de San Isidro, localizado em San Isidro, Argentina.

## Calendário
| Outubro      | 6 | 7 | 8 | 9 | 10 | 11 | 12 | 13 | 14 | 15 | 16 | 17 | 18 |
| ------------ | - | - | - | - | -- | -- | -- | -- | -- | -- | -- | -- | -- |
| Rugby sevens |   |   |   |   |    |    |    |    |    | 2  |    |    |    |

|  | Dia de competição |  | Dia de final |

## Qualificação
Cada Comitê Olímpico Nacional poderia classificar no máximo uma equipe por gênero em um dos seguintes esportes coletivos: rugby sevens, futsal, handebol de praia e hóquei sobre a grama), com exceção do país sede que poderia inscrever uma equipe em cada um desses esportes. No rugby sevens cada equipe deve contar com 12 atletas em sua composição.
Masculino
| Evento                              | Datas                    | Local     | Total de vagas | Classificado        |
| ----------------------------------- | ------------------------ | --------- | -------------- | ------------------- |
| País sede                           | –                        | –         | 1              | ARG Argentina       |
| Asia Rugby Sevens Sub-17            | 9–10 de setembro de 2017 | Tainan    | 1              | JPN Japão           |
| Qualificatória Norte-Americana      | 2–4 de março 2018        | Las Vegas | 1              | USA Estados UnidosA |
| Qualificatória da Oceania           | 21–22 de abril de 2018   | Sydney    | 1              | SAM SamoaB          |
| Campeonato Europeu de Sevens Sub-18 | 5–6 de maio de 2018      | Šiauliai  | 1              | FRA França          |
| Jogos Africanos da Juventude        | 19–21 de julho de 2018   | Argel     | 1              | RSA África do Sul   |
| Qualificatória Sul-Americana        | –                        | –         | 0              | —                   |
| Total                               | Total                    | Total     | 6              |                     |

↑A  Originalmente a vaga foi obtida pelo Canadá, mas o CON optou por competir no hóquei sobre a grama.
↑B  Originalmente a vaga foi obtida pela Austrália, mas o CON optou por competir no hóquei sobre a grama.
Feminino
| Evento                                       | Datas                     | Local               | Total de vagas | Classificado      |
| -------------------------------------------- | ------------------------- | ------------------- | -------------- | ----------------- |
| Campeonato da ARU de Sevens Feminino Juvenil | 29–30 de novembro de 2017 | Dubai               | 1              | KAZ CazaquistãoC  |
| Qualificatória Norte-Americana               | 2–4 de março de 2018      | Las Vegas           | 1              | CAN Canadá        |
| Qualificatória Sul-Americana                 | 3–4 de março de 2018      | São José dos Campos | 1              | COL Colômbia      |
| Qualificatória da Ocenia                     | 21–22 de abril de 2018    | Sydney              | 1              | NZL Nova Zelândia |
| Campeonato Europeu de Sevens Feminino Sub-18 | 28–29 de abril de 2018    | Vichy               | 1              | FRA França        |
| Jogos Africanos da Juventude                 | 19–21 de julho de 2018    | Argel               | 1              | TUN Tunísia       |
| Total                                        | Total                     | Total               | 6              |                   |

↑C  Originalmente a vaga foi obtida pelo Japão, mas o CON optou por competir no futsal.

## Medalhistas
| Evento             | Ouro | Prata | Bronze |
| ------------------ | --- | --- | --- |
| Masculino detalhes | Juan González Bautista Pedemonte Matteo Graziano Lucio Cinti Ramiro Costa Tomás Vanni Julián Hernández Nicolás Roger Marcos Elicagaray Ignacio Mendy Julián Quetglas Marcos Moneta ARG Argentina                          | Sasha Gue Martin Dulon Tani Vili Baptiste Germain Theo Louvet Cheikh Tiberghien Joachim Trouabal Yann Peysson Erwan Dridi Dorian Bellot Calum Randle Yoram Moefana FRA França              | Junya Matsumoto Kanji Futamura Ryosuke Kan Taisei Konishi Haruhiko Uemura Kentaro Fujii Jo Ohba Ryo Eto Kippei Ishida Tyler Maurice Main Kaito Nakanishi Hibiki Yamada JPN Japão                    |
| Feminino detalhes  | Kalyn Takitimu-Cook Arorangi Tauranga Tynealle Fitzgerald Hinemoa Watene Azalleyah Maaka Carys Dallinger Risaleaana Pouri-Lane Mahina Paul Tiana Davison Kiani Tahere Iritana Hohaia Montessa Tairakena NZL Nova Zelândia | Charlotte Escudero Aurélie Plantefève Celia Roue Méline Puech Alycia Christiaens Mélanie Daumalle Lou Noël Lucy Hapulat Axelle Berthoumieu Salomé Maran Chloe Sanz Alice Muller FRA França | Brooklynn Feasby Carmen Izyk Delaney Aikens Hunter Czeppel Keyara Wardley Elizabeth Gibson Maggie Mackinnon Olivia de Couvreur Taylor Black Madison Grant Aliesha Lewis Kendra Cousineau CAN Canadá |

## Quadro de medalhas
| Ordem | País              | Medalha de ouro | Medalha de prata | Medalha de bronze |   |
| ----- | ----------------- | --------------- | ---------------- | ----------------- | - |
| 1     | ARG Argentina     | 1               |                  |                   | 1 |
|       | NZL Nova Zelândia | 1               |                  |                   | 1 |
| 3     | FRA França        |                 | 2                |                   | 2 |
| 4     | CAN Canadá        |                 |                  | 1                 | 1 |
|       | JPN Japão         |                 |                  | 1                 | 1 |
| TOTAL | TOTAL             | 2               | 2                | 2                 | 6 |